# Hrabstwo McDowell (Wirginia Zachodnia)
Hrabstwo McDowell (ang. McDowell County) – hrabstwo w stanie Wirginia Zachodnia w Stanach Zjednoczonych. Obszar całkowity hrabstwa obejmuje powierzchnię 534,90 mil² (1385,38 km²). Według szacunków United States Census Bureau w roku 2010 miało 22 113 mieszkańców.
Hrabstwo powstało w 1858 roku.

## Miasta
- Anawalt
- Bradshaw
- Davy
- Gary
- Iaeger
- Kimball
- Keystone
- Northfork
- War
- Welch[4]

## CDP

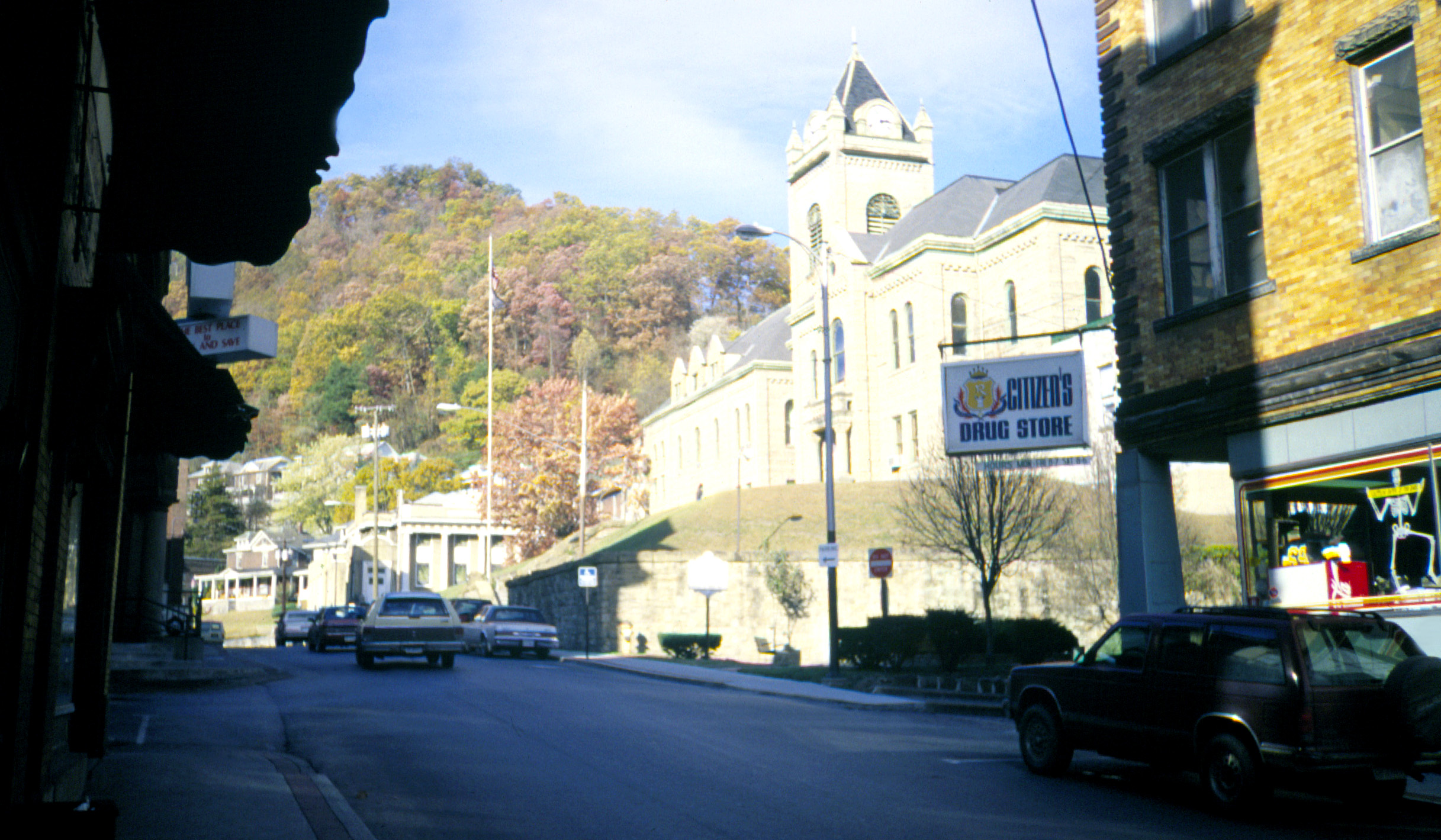
Budynek administracji (courthouse) w Welch

- Bartley
- Berwind
- Big Sandy
- Crumpler
- Cucumber
- Maybeury
- Pageton
- Raysal
- Roderfield
- Vivian[4]

| Populacja hrabstwa w poprzednich latach | Populacja hrabstwa w poprzednich latach |
| Rok                                     | Liczba ludności                         |
| --------------------------------------- | --------------------------------------- |
| 1980                                    | 49 550                                  |
| 1990                                    | 35 233                                  |
| 2000                                    | 27 329                                  |
| 2010                                    | 22 113                                  |